# Потец
«Поте́ц» — текст Александра Введенского 1936—1937 годов, не поддающийся жанровому определению. Ввиду цензурного запрета в СССР на «взрослые» произведения Введенского, был впервые опубликован во время перестройки, более чем через полвека после своего создания.

## Сюжет
На протяжении всего произведения дети пытаются выяснить у своего умирающего отца значение слова «потец».
«Потец — это холодный пот, выступающий на лбу умершего. Это роса смерти, вот что такое Потец»

## История произведения

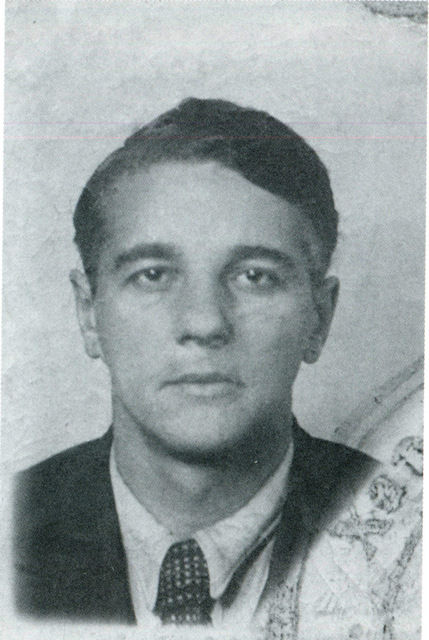
Александр Введенский

Александр Введенский был членом известной в конце 1920-х — первой половине 1930-х годов творческой группы ОБЭРИУ (Объединение Реального Искусства), куда входили поэты и писатели, отказавшиеся от традиционных форм изображения действительности и культивировавшие гротеск, алогизм и поэтику абсурда. Именно в этой манере и было написано произведение.
В 1989 году поэма впервые была опубликована Анатолием Александровым с произвольной орфографией в 10-м выпуске журнала «Звезда».
В 1990 году данному произведению была посвящена публикация Михаила Мейлаха в 10-м выпуске журнале «Даугава». По мнению автора, слово «потец» является производным от слов «пот» и «отец», так как поводом к написанию произведения послужила смерть отца Александра Введенского, воспринятая им как трагедия. Однако по другим источникам отец Введенского умер уже после написания поэмы.
В 1995 году в 52-м выпуске «Митина журнала» была напечатана статья, в которой автор Олег Лекманов на основе других публикаций попытался разобрать смысл поэмы «Потец».
Предположительно, слово «потец» было выдумано автором Александром Введенским. В толковом словаре русского языка такое слово отсутствует.

## Влияние

### Экранизация
В 1992 году режиссёром Александром Федуловым на студии «Экран» по мотивам произведения был снят одноимённый мультфильм для взрослых.
В начале 90-х мультфильм несколько раз транслировался на российском телевидении, после чего лёг на полку Гостелерадиофонда. Благодаря усилиям группы энтузиастов и поддержке сценариста мультфильма Марины Вишневецкой в 2009 году мультфильм был выложен в открытый доступ в интернете. После чего он стал довольно популярен и часто возглавляет списки самых страшных и психоделических мультфильмов.
Сюжет мультфильма довольно сложен для восприятия, и существует множество кардинально отличающихся друг от друга трактовок его скрытого смысла.
В 2009 году мультфильм был показан в Одессе на Гоголевском открытом литературном фестивале.
В 2018 году оригинальная плёнка с мультфильмом была отреставрирована Гостелерадиофондом.

### В музыке
16 марта 2020 года российская блэк-дум-метал-группа «Ethir Anduin» выпустила по мотивам текста музыкальный альбом «Pathway to Eternity. The Agony».
20 апреля 2020 года рэпер Вячеслав Машнов выпустил под псевдонимом Валентин Дядька сингл «Потец» на стихи Введенского.
23 апреля 2021 года группа Na Ume выпустила трек "Потец" на текст Введенского.
5 апреля 2024 года российская постпанк группа Blind Dreams выпустила сингл "Потец", написанный под вдохновением от стихотворения Введенского.